# Vägbrytarne i Stilla Hafvet
Vägbrytarne i Stilla Hafvet (franska: L'école des Robinsons) är en roman från 1882 av den franske författaren Jules Verne. Den utgavs på svenska samma år.

## Handling
Romanen är en robinsonad, och berättar om äventyraren Godfrey Morgan från San Francisco, Kalifornien, som tillsammans med sin handledare professor Tartlett går ombord på ett fartyg för en resa jorden runt, ett ultimatum för att han ska gå med på att gifta sig. När skeppet förliser blir de enda överlevande, och de lyckas ta sig i land på en fjärran ö, där de räddar och blir vänner med den afrikanske slaven Carefinotu. 